# Joel Rifkin
Joel David Rifkin, även kallad Joel The Ripper och The New York strangler av amerikansk media, född 20 januari 1959 i New York, är en amerikansk seriemördare. 
Mellan 1989 och 1993 mördade han 17 kvinnor i New York. Han är dömd för 9 mord, men har själv erkänt 17.. Hans offer var mestadels missbrukare och prostituerade. Han plockade upp dem på gatorna och utgav sig för att vilja köpa sex, därefter tog han hem dem till sitt hus där han antingen ströp eller slog ihjäl sina offer. Eftersom han dumpade sina offer på platser som låg långt ifrån varandra lyckades polisen inte koppla ihop morden. Ett flertal av hans offer har aldrig hittats. 
1993 åkte han dock fast för fortkörning och när polisen undersökte hans bil fann de en död och delvis förruttnad kropp inlindad i en presenning. När han greps började han i förhör erkänna det ena mordet efter det andra. Polisen trodde först inte på erkännandena men sedan han talat om var han dumpat ett flertal av sina offer och sedan man funnit flera av offrens tillhörigheter i Rifkins hus anhölls han. Han dömdes år 1994 för nio mord till 203 års fängelse.
I en intervju har Joel Rifkin beskrivit sitt mördande som det enda han någonsin varit bra på och att han troligen, om han släpptes fri, skulle börja döda igen.

## I populärkultur
I ett avsnitt av Seinfeld dejtar Elaine Benes (spelad av Julia Louis-Dreyfus) en man som av en slump heter Joel Rifkin. I det avsnittet sägs den riktige Joel Rifkin dock ha mördat 18 kvinnor istället för 17.